# طواف المجر 2023
طواف المجر 2023 (بالمجرية: 2023-as Tour de Hongrie)‏ هو سباق دراجات هوائية، وهو الموسم الرابع والأربعين من طواف المجر، وأقيم خلال الفترة من 10 مايو 2023، وحتى 14 مايو 2023.
فاز بالمركز الأول مارك هيرشي، وفاز بالمركز الثاني Ben Tulett ‏، وفاز بالمركز الثالث Yannis Voisard ‏، وفاز في ترتيب النقاط Matúš Štoček ‏، وفاز في ترتيب الفرق فريق إنيوس 2023 ‏، وفاز في تصنيف الجبال Sebastian Schönberger ‏.

## الفرق
| فرق عالمية (9)- Alpecin-Deceuninck - Bahrain Victorious - Bora-Hansgrohe - Ineos Grenadiers - Soudal Quick-Step - Team DSM - Team Jayco AlUla - Trek-Segafredo - UAE Team Emirates فرق برو (9)- كاجا رورال-سيغوروس 2023 ‏ - فريق إيولو كوميت لركوب الدراجات 2023 ‏ - Human Powered Health - Israel-Premier Tech - Lotto Dstny - Q36.5 Pro Cycling Team ‏ - سبورت فلاندرين بالويس ‏ - تيم نوفو نورديسك ‏ - سويس ريسينغ أكادمي 2023 ‏ فرق قارية (3)- توبفوركس لابيير 2023 ‏ - جيوتي فيكتوريا سافيني ديو ‏ - Epronex-Hungary Cycling Team ‏ فريق وطني- فريق المجر لركوب الدراجات للرجال‏ |  |
| |  |

## المراحل
| قائمة المراحل | قائمة المراحل | قائمة المراحل             | قائمة المراحل | قائمة المراحل | قائمة المراحل | قائمة المراحل    | قائمة المراحل   |
| المرحلة       | التاريخ       | الدورة                    |               | المسافة (كم)  | الارتفاع      | الفائز بالمرحلة  | القائد العام    |
| ------------- | ------------- | ------------------------- | ------------- | ------------- | ------------- | ---------------- | --------------- |
| المرحلة 1     | 10 مايو       | سنكوتارد ‏ – سنكوتارد ‏     | مرحلة مستوية  | 168٫6         | 821 م         | ديلان جروينويغن  | ديلان جروينويغن |
| المرحلة 2     | 11 مايو       | زالاجيرسيج – كيزتيلي      | مرحلة مستوية  | 175٫3         | 923 م         | فابيو جاكوبسن    | فابيو جاكوبسن   |
| المرحلة 3     | 12 مايو       | كابوشفار – بيتش           | مرحلة متوسطة  | 179٫9         | 2٬511 م       | مارك هيرشي       | مارك هيرشي      |
| المرحلة 4     | 13 مايو       | Martonvásár ‏ – Dobogó-kő ‏ | مرحلة متوسطة  | 206٫4         | 2٬646 م       | Yannis Voisard ‏  | مارك هيرشي      |
| المرحلة 5     | 14 مايو       | بودابست – بودابست         | مرحلة مستوية  | 150           | 224 م         | تم إلغاء السباق ‏ | مارك هيرشي      |

## النتيجة

### مرحلة 1
هي مرحلة مستوية، أقيمت في 10 مايو 2023، وامتدّت لمسافة 168.6 كيلومتر. فاز بالمركز الأول، وتصدر ترتيب النقاط والترتيب العام في نهاية المرحلة ديلان جروينويغن، وتصدر ترتيب النقاط للشباب Balázs Rózsa ‏، وتصدر ترتيب الفرق فريق الإمارات 2023 ‏، وتصدر ترتيب التسلق Matúš Štoček ‏.
| التصنيف العام         | التصنيف العام    | التصنيف العام                     | التصنيف العام | التصنيف العام |
| العداء                | العداء           | الفريق                            | الوقت         |               |
| --------------------- | ---------------- | --------------------------------- | ------------- | ------------- |
| 1                     | ديلان جروينويغن  | Jayco AlUla                       | 3 س 42 د 46 ث |               |
| 2                     | Matúš Štoček ‏    | توبفوركس لابيير ‏                  | + 2 ث         |               |
| 3                     | سام بينيت        | بورا هانسغروه                     | + 4 ث         |               |
| 4                     | Charles Planet ‏  | تيم نوفو نورديسك ‏                 | + 5 ث         |               |
| 5                     | كاليب إيوان      | Lotto Dstny                       | + 6 ث         |               |
| 6                     | Balázs Rózsa ‏    | Epronex - Hungary Cycling Team ‏   | + 7 ث         |               |
| 7                     | Ward Vanhoof ‏    | سبورت فلاندرين بالويس ‏            | + 9 ث         |               |
| 8                     | Zétény Szijártó ‏ | فريق المجر لركوب الدراجات للرجال ‏ | + 9 ث         |               |
| 9                     | فل بوهوس         | Bahrain Victorious                | + 10 ث        |               |
| 10                    | ألفارو هودج      | فريق الإمارات                     | + 10 ث        |               |
|                       |                  |                                   |               |               |
| مصدر: ProCyclingStats |                  |                                   |               |               |

### مرحلة 2
هي مرحلة مستوية، أقيمت في 11 مايو 2023، وامتدّت لمسافة 175.3 كيلومتر. فاز بالمركز الأول، وتصدر الترتيب العام في نهاية المرحلة فابيو جاكوبسن، وتصدر ترتيب التسلق Matúš Štoček ‏، وتصدر ترتيب النقاط للشباب Balázs Rózsa ‏، وتصدر ترتيب الفرق تريك-سيغافريدو 2023 ‏، وتصدر ترتيب النقاط فل بوهوس.
| التصنيف العام         | التصنيف العام    | التصنيف العام          | التصنيف العام | التصنيف العام |
| العداء                | العداء           | الفريق                 | الوقت         |               |
| --------------------- | ---------------- | ---------------------- | ------------- | ------------- |
| 1                     | فابيو جاكوبسن    | Soudal Quick-Step      | 7 س 48 د 07 ث |               |
| 2                     | ديلان جروينويغن  | Jayco AlUla            | + 0 ث         |               |
| 3                     | Matúš Štoček ‏    | توبفوركس لابيير ‏       | + 2 ث         |               |
| 4                     | فل بوهوس         | Bahrain Victorious     | + 4 ث         |               |
| 5                     | سام بينيت        | بورا هانسغروه          | + 4 ث         |               |
| 6                     | Filippo Ridolfo ‏ | تيم نوفو نورديسك ‏      | + 4 ث         |               |
| 7                     | كاليب إيوان      | Lotto Dstny            | + 6 ث         |               |
| 8                     | Vito Braet ‏      | سبورت فلاندرين بالويس ‏ | + 6 ث         |               |
| 9                     | جوناتان نارفيز   | Ineos Grenadiers       | + 7 ث         |               |
| 10                    | دانيال توريك     | توبفوركس لابيير ‏       | + 7 ث         |               |
|                       |                  |                        |               |               |
| مصدر: ProCyclingStats |                  |                        |               |               |

### مرحلة 3
هي مرحلة جبلية متوسطة، أقيمت في 12 مايو 2023، وامتدّت لمسافة 179.9 كيلومتر. فاز بالمركز الأول، وتصدر الترتيب العام في نهاية المرحلة مارك هيرشي، وتصدر ترتيب الفرق فريق إنيوس 2023 ‏، وتصدر ترتيب النقاط Matúš Štoček ‏، وتصدر ترتيب النقاط للشباب مارتون دينا، وتصدر ترتيب التسلق Filippo Ridolfo ‏.
| التصنيف العام         | التصنيف العام     | التصنيف العام           | التصنيف العام  | التصنيف العام |
| العداء                | العداء            | الفريق                  | الوقت          |               |
| --------------------- | ----------------- | ----------------------- | -------------- | ------------- |
| 1                     | مارك هيرشي        | فريق الإمارات           | 12 س 15 د 04 ث |               |
| 2                     | Ben Tulett ‏       | Ineos Grenadiers        | + 10 ث         |               |
| 3                     | Max Poole ‏        | Team DSM                | + 16 ث         |               |
| 4                     | Oscar Onley ‏      | Team DSM                | + 22 ث         |               |
| 5                     | Sylvain Moniquet ‏ | Lotto Dstny             | + 22 ث         |               |
| 6                     | Matteo Fabbro ‏    | بورا هانسغروه           | + 22 ث         |               |
| 7                     | إيغان بيرنال      | Ineos Grenadiers        | + 22 ث         |               |
| 8                     | مارتون دينا       | توبفوركس لابيير ‏        | + 33 ث         |               |
| 9                     | Yannis Voisard ‏   | سويس ريسينغ أكادمي ‏     | + 33 ث         |               |
| 10                    | ماتيو باديلاتي    | Q36.5 Pro Cycling Team ‏ | + 33 ث         |               |
|                       |                   |                         |                |               |
| مصدر: ProCyclingStats |                   |                         |                |               |

### مرحلة 4
هي مرحلة جبلية متوسطة، أقيمت في 13 مايو 2023، وامتدّت لمسافة 206.4 كيلومتر. فاز بالمركز الأول Yannis Voisard ‏، وتصدر ترتيب التسلق Sebastian Schönberger ‏، وتصدر ترتيب النقاط Matúš Štoček ‏، وتصدر ترتيب الفرق فريق إنيوس 2023 ‏، وتصدر ترتيب النقاط للشباب مارتون دينا، وتصدر الترتيب العام في نهاية المرحلة مارك هيرشي.
| التصنيف العام         | التصنيف العام     | التصنيف العام       | التصنيف العام  | التصنيف العام |
| العداء                | العداء            | الفريق              | الوقت          |               |
| --------------------- | ----------------- | ------------------- | -------------- | ------------- |
| 1                     | مارك هيرشي        | فريق الإمارات       | 17 س 19 د 28 ث |               |
| 2                     | Ben Tulett ‏       | Ineos Grenadiers    | + 10 ث         |               |
| 3                     | Yannis Voisard ‏   | سويس ريسينغ أكادمي ‏ | + 13 ث         |               |
| 4                     | Max Poole ‏        | Team DSM            | + 16 ث         |               |
| 5                     | Sylvain Moniquet ‏ | Lotto Dstny         | + 18 ث         |               |
| 6                     | Oscar Onley ‏      | Team DSM            | + 22 ث         |               |
| 7                     | Matteo Fabbro ‏    | بورا هانسغروه       | + 22 ث         |               |
| 8                     | إيغان بيرنال      | Ineos Grenadiers    | + 22 ث         |               |
| 9                     | Davide Piganzoli ‏ | إيولو كوميت ‏        | + 45 ث         |               |
| 10                    | Abel Balderstone ‏ | كاجا رورال-سيغوروس ‏ | + 45 ث         |               |
|                       |                   |                     |                |               |
| مصدر: ProCyclingStats |                   |                     |                |               |

### مرحلة 5
هي مرحلة مستوية، أقيمت في 14 مايو 2023، وامتدّت لمسافة 150 كيلومتر. فاز بالمركز الأول تم إلغاء السباق ‏، وتصدر الترتيب العام في نهاية المرحلة مارك هيرشي.

## المشاركون
| Ineos Grenadiers IGD | Ineos Grenadiers IGD       | Ineos Grenadiers IGD |
| -------------------- | -------------------------- | -------------------- |
| م                    | عداء                       | مرتبة                |
| 1                    | إيغان بيرنال               | 8                    |
| 2                    | Michael Leonard (cyclist) ‏ | 80                   |
| 3                    | جوناتان نارفيز             | 18                   |
| 4                    | لوكاس بلاب (طريق)          | لم يبدأ-2            |
| 5                    | Ben Tulett ‏                | 2                    |
| 6                    | إيليا فيفياني              | 86                   |

| Trek-Segafredo TFS | Trek-Segafredo TFS    | Trek-Segafredo TFS |
| ------------------ | --------------------- | ------------------ |
| م                  | عداء                  | مرتبة              |
| 11                 | جون ابرستوري          | 65                 |
| 12                 | فيليبو بارونسيني      | 25                 |
| 13                 | Marc Brustenga ‏       | 85                 |
| 14                 | Asbjørn Hellemose ‏    | 24                 |
| 15                 | Emīls Liepiņš ‏ (طريق) | 102                |
| 16                 | Thibau Nys ‏           | 41                 |

| Alpecin-Deceuninck ADC | Alpecin-Deceuninck ADC           | Alpecin-Deceuninck ADC |
| ---------------------- | -------------------------------- | ---------------------- |
| م                      | عداء                             | مرتبة                  |
| 21                     | Axel Laurance ‏                   | 35                     |
| 22                     | Jonas Rickaert ‏                  | 60                     |
| 23                     | إدوارد بلانكايرتإدوارد بلانكايرت | 19                     |
| 24                     | ياكوب ماريكزكو                   | 119                    |
| 25                     | سيلفان ديلير                     | 48                     |
| 26                     | يجف دي بوندت                     | 49                     |

| Bahrain Victorious TBV | Bahrain Victorious TBV | Bahrain Victorious TBV |
| ---------------------- | ---------------------- | ---------------------- |
| م                      | عداء                   | مرتبة                  |
| 31                     | فل بوهوس               | 75                     |
| 32                     | Nicolò Buratti ‏        | 40                     |
| 33                     | Matevž Govekar ‏        | 46                     |
| 34                     | Ahmed Madan (cyclist) ‏ | 106                    |
| 35                     | هيرمان بيرنشتاينر      | لم يبدأ-3              |
| 36                     | كاميرون سكوت           | 82                     |

| Bora-Hansgrohe BOH | Bora-Hansgrohe BOH | Bora-Hansgrohe BOH |
| ------------------ | ------------------ | ------------------ |
| م                  | عداء               | مرتبة              |
| 41                 | ريان مولين         | 79                 |
| 42                 | داني فان بوبيل     | 51                 |
| 43                 | Matt Walls ‏        | 118                |
| 44                 | Matteo Fabbro ‏     | 7                  |
| 45                 | سام بينيت          | 64                 |
| 46                 | Shane Archbold ‏    | 110                |

| Team DSM DSM | Team DSM DSM          | Team DSM DSM |
| ------------ | --------------------- | ------------ |
| م            | عداء                  | مرتبة        |
| 51           | Tobias Lund Andresen ‏ | 56           |
| 52           | الكسندر ادموندسون     | 78           |
| 53           | Oscar Onley ‏          | 6            |
| 54           | Max Poole ‏            | 4            |
| 55           | Casper van Uden ‏      | 77           |
| 56           | Enzo Leijnse ‏         | 91           |

| Soudal Quick-Step SOQ | Soudal Quick-Step SOQ | Soudal Quick-Step SOQ |
| --------------------- | --------------------- | --------------------- |
| م                     | عداء                  | مرتبة                 |
| 61                    | Tim Declercq ‏         | 36                    |
| 62                    | فابيو جاكوبسن (طريق)  | 96                    |
| 63                    | يفيس لامارت           | 31                    |
| 64                    | مايكل موركوف          | 103                   |
| 65                    | فوستو ماسنادا         | 20                    |
| 66                    | كاسبر بيدرسين         | 66                    |

| Team Jayco AlUla JAY | Team Jayco AlUla JAY           | Team Jayco AlUla JAY |
| -------------------- | ------------------------------ | -------------------- |
| م                    | عداء                           | مرتبة                |
| 71                   | ديلان جروينويغن                | 76                   |
| 72                   | لوكا ميزجيك                    | 62                   |
| 73                   | Elmar Reinders ‏                | 73                   |
| 74                   | Kelland O'Brien ‏               | 37                   |
| 75                   | Jan Maas (cyclist, born 1996) ‏ | 26                   |
| 76                   | رودي بوتر ‏                     | 15                   |

| UAE Team Emirates UAD | UAE Team Emirates UAD | UAE Team Emirates UAD |
| --------------------- | --------------------- | --------------------- |
| م                     | عداء                  | مرتبة                 |
| 81                    | ألفارو هودج           | 111                   |
| 82                    | مايكل فينك ‏           | 59                    |
| 83                    | Finn Fisher-Black ‏    | 29                    |
| 84                    | فيليكس جروس           | لم يكمل السباق-2      |
| 85                    | روي أوليفيرا          | 58                    |
| 86                    | مارك هيرشي            | 1                     |

| كاجا رورال-سيغوروس ‏ CJR | كاجا رورال-سيغوروس ‏ CJR | كاجا رورال-سيغوروس ‏ CJR |
| ----------------------- | ----------------------- | ----------------------- |
| م                       | عداء                    | مرتبة                   |
| 91                      | Daniel Babor ‏           | 109                     |
| 92                      | Abel Balderstone ‏       | 10                      |
| 93                      | Fernando Barceló ‏       | 28                      |
| 94                      | Tomáš Bárta ‏            | 88                      |
| 95                      | Yesid Pira ‏             | 54                      |
| 96                      | إدوارد براديس           | 30                      |

| Human Powered Health HPM | Human Powered Health HPM | Human Powered Health HPM |
| ------------------------ | ------------------------ | ------------------------ |
| م                        | عداء                     | مرتبة                    |
| 101                      | آدم دي فوس               | لم يبدأ-4                |
| 102                      | Paul Double ‏             | 68                       |
| 103                      | ماثيو جيبسون             | 105                      |
| 104                      | Sebastian Schönberger ‏   | 44                       |
| 105                      | Gijs Van Hoecke ‏         | 74                       |
| 106                      | ساشا ويميس               | 112                      |

| إيولو كوميت ‏ EOK | إيولو كوميت ‏ EOK     | إيولو كوميت ‏ EOK |
| ---------------- | -------------------- | ---------------- |
| م                | عداء                 | مرتبة            |
| 111              | Alessandro Fancellu ‏ | 69               |
| 112              | أندريا غاروسيو       | 27               |
| 113              | Álex Martín ‏         | 12               |
| 114              | David Martin ‏        | 108              |
| 115              | Andrea Pietrobon ‏    | 52               |
| 116              | Davide Piganzoli ‏    | 9                |

| سبورت فلاندرين بالويس ‏ TFB | سبورت فلاندرين بالويس ‏ TFB | سبورت فلاندرين بالويس ‏ TFB |
| -------------------------- | -------------------------- | -------------------------- |
| م                          | عداء                       | مرتبة                      |
| 121                        | Jenno Berckmoes ‏           | لم يكمل السباق-2           |
| 122                        | Kamiel Bonneu ‏             | 14                         |
| 123                        | Vito Braet ‏                | 45                         |
| 124                        | Ward Vanhoof ‏              | 70                         |
| 125                        | Jules Hesters ‏             | 107                        |
| 126                        | Elias Maris ‏               | 57                         |

| Israel-Premier Tech IPT | Israel-Premier Tech IPT | Israel-Premier Tech IPT |
| ----------------------- | ----------------------- | ----------------------- |
| م                       | عداء                    | مرتبة                   |
| 131                     | إيتامار أينهورن (طريق)  | 95                      |
| 132                     | جاكوب فوجلسانج          | 11                      |
| 133                     | بن هيرمانز              | 23                      |
| 134                     | Reto Hollenstein ‏       | 42                      |
| 135                     | تاج جونز ‏               | 72                      |
| 136                     | ريك تسابل               | 87                      |

| تيم نوفو نورديسك ‏ TNN | تيم نوفو نورديسك ‏ TNN              | تيم نوفو نورديسك ‏ TNN |
| --------------------- | ---------------------------------- | --------------------- |
| م                     | عداء                               | مرتبة                 |
| 141                   | Péter Kusztor ‏                     | 38                    |
| 142                   | Andrea Peron (cyclist, born 1988) ‏ | 98                    |
| 143                   | Charles Planet ‏                    | لم يكمل السباق-3      |
| 144                   | Matyáš Kopecký ‏                    | 99                    |
| 145                   | ديفيد لوزانو                       | 71                    |
| 146                   | Filippo Ridolfo ‏                   | 90                    |

| Lotto Dstny LTD | Lotto Dstny LTD   | Lotto Dstny LTD |
| --------------- | ----------------- | --------------- |
| م               | عداء              | مرتبة           |
| 151             | جاسبر دي بويست    | 43              |
| 152             | Jarrad Drizners ‏  | 63              |
| 153             | كاليب إيوان       | 61              |
| 154             | جاكوبو غوارنييري  | 92              |
| 155             | Sylvain Moniquet ‏ | 5               |
| 156             | إدواردو سيبولفيدا | 16              |

| سويس ريسينغ أكادمي ‏ TUD | سويس ريسينغ أكادمي ‏ TUD   | سويس ريسينغ أكادمي ‏ TUD |
| ----------------------- | ------------------------- | ----------------------- |
| م                       | عداء                      | مرتبة                   |
| 161                     | Yannis Voisard ‏           | 3                       |
| 162                     | Sebastian Kolze Changizi ‏ | 89                      |
| 163                     | Aloïs Charrin ‏            | 21                      |
| 164                     | Miká Heming ‏              | 55                      |
| 165                     | Roland Thalmann ‏          | 39                      |
| 166                     | Maikel Zijlaard ‏          | 83                      |

| Q36.5 Pro Cycling Team ‏ Q36 | Q36.5 Pro Cycling Team ‏ Q36 | Q36.5 Pro Cycling Team ‏ Q36 |
| --------------------------- | --------------------------- | --------------------------- |
| م                           | عداء                        | مرتبة                       |
| 171                         | ماتيو باديلاتي              | 22                          |
| 172                         | جيانلوكا برامبيلا           | 13                          |
| 173                         | داميان هاوسون               | لم يكمل السباق-2            |
| 174                         | ماتيو موشيتي                | 84                          |
| 175                         | Nicolò Parisini ‏            | 50                          |
| 176                         | Joey Rosskopf ‏              | 53                          |

| جيوتي فيكتوريا سافيني ديو ‏ SDO | جيوتي فيكتوريا سافيني ديو ‏ SDO | جيوتي فيكتوريا سافيني ديو ‏ SDO |
| ------------------------------ | ------------------------------ | ------------------------------ |
| م                              | عداء                           | مرتبة                          |
| 181                            | Zoltán Antal Lepold‏            | 100                            |
| 182                            | Olivier Móré-Gosselin‏          | 120                            |
| 183                            | Batuhan Özgür ‏                 | 117                            |
| 184                            | إميل ديمة ‏ (طريق)              | 115                            |
| 185                            | Conor Schunk‏                   | 47                             |
| 186                            | Nikiforos Arvanitou ‏           | 97                             |

| توبفوركس لابيير ‏ ATT | توبفوركس لابيير ‏ ATT | توبفوركس لابيير ‏ ATT |
| -------------------- | -------------------- | -------------------- |
| م                    | عداء                 | مرتبة                |
| 191                  | مارتون دينا          | 17                   |
| 192                  | Jakub Otruba ‏        | 33                   |
| 193                  | دانيال توريك         | 32                   |
| 194                  | بيفل كيليمن          | 121                  |
| 195                  | Matúš Štoček ‏        | 81                   |
| 196                  | Jiří Petruš‏          | 67                   |

| Epronex-Hungary Cycling Team ‏ EPR | Epronex-Hungary Cycling Team ‏ EPR | Epronex-Hungary Cycling Team ‏ EPR |
| --------------------------------- | --------------------------------- | --------------------------------- |
| م                                 | عداء                              | مرتبة                             |
| 201                               | Ádám Kristóf Karl ‏                | 104                               |
| 202                               | Balázs Rózsa ‏                     | 94                                |
| 203                               | Gergely Szarka ‏                   | 101                               |
| 204                               | Byron Munton ‏                     | 34                                |
| 205                               | Márk Valent‏                       | 93                                |
| 206                               | Kristóf Árvai‏                     | لم يكمل السباق-3                  |

| فريق المجر لركوب الدراجات للرجال‏ HUN | فريق المجر لركوب الدراجات للرجال‏ HUN | فريق المجر لركوب الدراجات للرجال‏ HUN |
| ------------------------------------ | ------------------------------------ | ------------------------------------ |
| م                                    | عداء                                 | مرتبة                                |
| 211                                  | Zétény Szijártó‏                      | 113                                  |
| 212                                  | Viktor Filutás ‏                      | 114                                  |
| 213                                  | Dániel Sidló‏                         | لم يكمل السباق-3                     |
| 214                                  | Bálint Orosz‏                         | لم يكمل السباق-2                     |
| 215                                  | Ádám Pápai‏                           | 116                                  |
| 216                                  | Norbert Hrenkó‏                       | لم يكمل السباق-4                     |

| Ineos Grenadiers IGD | Ineos Grenadiers IGD       | Ineos Grenadiers IGD |
| -------------------- | -------------------------- | -------------------- |
| م                    | عداء                       | مرتبة                |
| 1                    | إيغان بيرنال               | 8                    |
| 2                    | Michael Leonard (cyclist) ‏ | 80                   |
| 3                    | جوناتان نارفيز             | 18                   |
| 4                    | لوكاس بلاب (طريق)          | لم يبدأ-2            |
| 5                    | Ben Tulett ‏                | 2                    |
| 6                    | إيليا فيفياني              | 86                   |

| Trek-Segafredo TFS | Trek-Segafredo TFS    | Trek-Segafredo TFS |
| ------------------ | --------------------- | ------------------ |
| م                  | عداء                  | مرتبة              |
| 11                 | جون ابرستوري          | 65                 |
| 12                 | فيليبو بارونسيني      | 25                 |
| 13                 | Marc Brustenga ‏       | 85                 |
| 14                 | Asbjørn Hellemose ‏    | 24                 |
| 15                 | Emīls Liepiņš ‏ (طريق) | 102                |
| 16                 | Thibau Nys ‏           | 41                 |

| Alpecin-Deceuninck ADC | Alpecin-Deceuninck ADC           | Alpecin-Deceuninck ADC |
| ---------------------- | -------------------------------- | ---------------------- |
| م                      | عداء                             | مرتبة                  |
| 21                     | Axel Laurance ‏                   | 35                     |
| 22                     | Jonas Rickaert ‏                  | 60                     |
| 23                     | إدوارد بلانكايرتإدوارد بلانكايرت | 19                     |
| 24                     | ياكوب ماريكزكو                   | 119                    |
| 25                     | سيلفان ديلير                     | 48                     |
| 26                     | يجف دي بوندت                     | 49                     |

| Bahrain Victorious TBV | Bahrain Victorious TBV | Bahrain Victorious TBV |
| ---------------------- | ---------------------- | ---------------------- |
| م                      | عداء                   | مرتبة                  |
| 31                     | فل بوهوس               | 75                     |
| 32                     | Nicolò Buratti ‏        | 40                     |
| 33                     | Matevž Govekar ‏        | 46                     |
| 34                     | Ahmed Madan (cyclist) ‏ | 106                    |
| 35                     | هيرمان بيرنشتاينر      | لم يبدأ-3              |
| 36                     | كاميرون سكوت           | 82                     |

| Bora-Hansgrohe BOH | Bora-Hansgrohe BOH | Bora-Hansgrohe BOH |
| ------------------ | ------------------ | ------------------ |
| م                  | عداء               | مرتبة              |
| 41                 | ريان مولين         | 79                 |
| 42                 | داني فان بوبيل     | 51                 |
| 43                 | Matt Walls ‏        | 118                |
| 44                 | Matteo Fabbro ‏     | 7                  |
| 45                 | سام بينيت          | 64                 |
| 46                 | Shane Archbold ‏    | 110                |

| Team DSM DSM | Team DSM DSM          | Team DSM DSM |
| ------------ | --------------------- | ------------ |
| م            | عداء                  | مرتبة        |
| 51           | Tobias Lund Andresen ‏ | 56           |
| 52           | الكسندر ادموندسون     | 78           |
| 53           | Oscar Onley ‏          | 6            |
| 54           | Max Poole ‏            | 4            |
| 55           | Casper van Uden ‏      | 77           |
| 56           | Enzo Leijnse ‏         | 91           |

| Soudal Quick-Step SOQ | Soudal Quick-Step SOQ | Soudal Quick-Step SOQ |
| --------------------- | --------------------- | --------------------- |
| م                     | عداء                  | مرتبة                 |
| 61                    | Tim Declercq ‏         | 36                    |
| 62                    | فابيو جاكوبسن (طريق)  | 96                    |
| 63                    | يفيس لامارت           | 31                    |
| 64                    | مايكل موركوف          | 103                   |
| 65                    | فوستو ماسنادا         | 20                    |
| 66                    | كاسبر بيدرسين         | 66                    |

| Team Jayco AlUla JAY | Team Jayco AlUla JAY           | Team Jayco AlUla JAY |
| -------------------- | ------------------------------ | -------------------- |
| م                    | عداء                           | مرتبة                |
| 71                   | ديلان جروينويغن                | 76                   |
| 72                   | لوكا ميزجيك                    | 62                   |
| 73                   | Elmar Reinders ‏                | 73                   |
| 74                   | Kelland O'Brien ‏               | 37                   |
| 75                   | Jan Maas (cyclist, born 1996) ‏ | 26                   |
| 76                   | رودي بوتر ‏                     | 15                   |

| UAE Team Emirates UAD | UAE Team Emirates UAD | UAE Team Emirates UAD |
| --------------------- | --------------------- | --------------------- |
| م                     | عداء                  | مرتبة                 |
| 81                    | ألفارو هودج           | 111                   |
| 82                    | مايكل فينك ‏           | 59                    |
| 83                    | Finn Fisher-Black ‏    | 29                    |
| 84                    | فيليكس جروس           | لم يكمل السباق-2      |
| 85                    | روي أوليفيرا          | 58                    |
| 86                    | مارك هيرشي            | 1                     |

| كاجا رورال-سيغوروس ‏ CJR | كاجا رورال-سيغوروس ‏ CJR | كاجا رورال-سيغوروس ‏ CJR |
| ----------------------- | ----------------------- | ----------------------- |
| م                       | عداء                    | مرتبة                   |
| 91                      | Daniel Babor ‏           | 109                     |
| 92                      | Abel Balderstone ‏       | 10                      |
| 93                      | Fernando Barceló ‏       | 28                      |
| 94                      | Tomáš Bárta ‏            | 88                      |
| 95                      | Yesid Pira ‏             | 54                      |
| 96                      | إدوارد براديس           | 30                      |

| Human Powered Health HPM | Human Powered Health HPM | Human Powered Health HPM |
| ------------------------ | ------------------------ | ------------------------ |
| م                        | عداء                     | مرتبة                    |
| 101                      | آدم دي فوس               | لم يبدأ-4                |
| 102                      | Paul Double ‏             | 68                       |
| 103                      | ماثيو جيبسون             | 105                      |
| 104                      | Sebastian Schönberger ‏   | 44                       |
| 105                      | Gijs Van Hoecke ‏         | 74                       |
| 106                      | ساشا ويميس               | 112                      |

| إيولو كوميت ‏ EOK | إيولو كوميت ‏ EOK     | إيولو كوميت ‏ EOK |
| ---------------- | -------------------- | ---------------- |
| م                | عداء                 | مرتبة            |
| 111              | Alessandro Fancellu ‏ | 69               |
| 112              | أندريا غاروسيو       | 27               |
| 113              | Álex Martín ‏         | 12               |
| 114              | David Martin ‏        | 108              |
| 115              | Andrea Pietrobon ‏    | 52               |
| 116              | Davide Piganzoli ‏    | 9                |

| سبورت فلاندرين بالويس ‏ TFB | سبورت فلاندرين بالويس ‏ TFB | سبورت فلاندرين بالويس ‏ TFB |
| -------------------------- | -------------------------- | -------------------------- |
| م                          | عداء                       | مرتبة                      |
| 121                        | Jenno Berckmoes ‏           | لم يكمل السباق-2           |
| 122                        | Kamiel Bonneu ‏             | 14                         |
| 123                        | Vito Braet ‏                | 45                         |
| 124                        | Ward Vanhoof ‏              | 70                         |
| 125                        | Jules Hesters ‏             | 107                        |
| 126                        | Elias Maris ‏               | 57                         |

| Israel-Premier Tech IPT | Israel-Premier Tech IPT | Israel-Premier Tech IPT |
| ----------------------- | ----------------------- | ----------------------- |
| م                       | عداء                    | مرتبة                   |
| 131                     | إيتامار أينهورن (طريق)  | 95                      |
| 132                     | جاكوب فوجلسانج          | 11                      |
| 133                     | بن هيرمانز              | 23                      |
| 134                     | Reto Hollenstein ‏       | 42                      |
| 135                     | تاج جونز ‏               | 72                      |
| 136                     | ريك تسابل               | 87                      |

| تيم نوفو نورديسك ‏ TNN | تيم نوفو نورديسك ‏ TNN              | تيم نوفو نورديسك ‏ TNN |
| --------------------- | ---------------------------------- | --------------------- |
| م                     | عداء                               | مرتبة                 |
| 141                   | Péter Kusztor ‏                     | 38                    |
| 142                   | Andrea Peron (cyclist, born 1988) ‏ | 98                    |
| 143                   | Charles Planet ‏                    | لم يكمل السباق-3      |
| 144                   | Matyáš Kopecký ‏                    | 99                    |
| 145                   | ديفيد لوزانو                       | 71                    |
| 146                   | Filippo Ridolfo ‏                   | 90                    |

| Lotto Dstny LTD | Lotto Dstny LTD   | Lotto Dstny LTD |
| --------------- | ----------------- | --------------- |
| م               | عداء              | مرتبة           |
| 151             | جاسبر دي بويست    | 43              |
| 152             | Jarrad Drizners ‏  | 63              |
| 153             | كاليب إيوان       | 61              |
| 154             | جاكوبو غوارنييري  | 92              |
| 155             | Sylvain Moniquet ‏ | 5               |
| 156             | إدواردو سيبولفيدا | 16              |

| سويس ريسينغ أكادمي ‏ TUD | سويس ريسينغ أكادمي ‏ TUD   | سويس ريسينغ أكادمي ‏ TUD |
| ----------------------- | ------------------------- | ----------------------- |
| م                       | عداء                      | مرتبة                   |
| 161                     | Yannis Voisard ‏           | 3                       |
| 162                     | Sebastian Kolze Changizi ‏ | 89                      |
| 163                     | Aloïs Charrin ‏            | 21                      |
| 164                     | Miká Heming ‏              | 55                      |
| 165                     | Roland Thalmann ‏          | 39                      |
| 166                     | Maikel Zijlaard ‏          | 83                      |

| Q36.5 Pro Cycling Team ‏ Q36 | Q36.5 Pro Cycling Team ‏ Q36 | Q36.5 Pro Cycling Team ‏ Q36 |
| --------------------------- | --------------------------- | --------------------------- |
| م                           | عداء                        | مرتبة                       |
| 171                         | ماتيو باديلاتي              | 22                          |
| 172                         | جيانلوكا برامبيلا           | 13                          |
| 173                         | داميان هاوسون               | لم يكمل السباق-2            |
| 174                         | ماتيو موشيتي                | 84                          |
| 175                         | Nicolò Parisini ‏            | 50                          |
| 176                         | Joey Rosskopf ‏              | 53                          |

| جيوتي فيكتوريا سافيني ديو ‏ SDO | جيوتي فيكتوريا سافيني ديو ‏ SDO | جيوتي فيكتوريا سافيني ديو ‏ SDO |
| ------------------------------ | ------------------------------ | ------------------------------ |
| م                              | عداء                           | مرتبة                          |
| 181                            | Zoltán Antal Lepold‏            | 100                            |
| 182                            | Olivier Móré-Gosselin‏          | 120                            |
| 183                            | Batuhan Özgür ‏                 | 117                            |
| 184                            | إميل ديمة ‏ (طريق)              | 115                            |
| 185                            | Conor Schunk‏                   | 47                             |
| 186                            | Nikiforos Arvanitou ‏           | 97                             |

| توبفوركس لابيير ‏ ATT | توبفوركس لابيير ‏ ATT | توبفوركس لابيير ‏ ATT |
| -------------------- | -------------------- | -------------------- |
| م                    | عداء                 | مرتبة                |
| 191                  | مارتون دينا          | 17                   |
| 192                  | Jakub Otruba ‏        | 33                   |
| 193                  | دانيال توريك         | 32                   |
| 194                  | بيفل كيليمن          | 121                  |
| 195                  | Matúš Štoček ‏        | 81                   |
| 196                  | Jiří Petruš‏          | 67                   |

| Epronex-Hungary Cycling Team ‏ EPR | Epronex-Hungary Cycling Team ‏ EPR | Epronex-Hungary Cycling Team ‏ EPR |
| --------------------------------- | --------------------------------- | --------------------------------- |
| م                                 | عداء                              | مرتبة                             |
| 201                               | Ádám Kristóf Karl ‏                | 104                               |
| 202                               | Balázs Rózsa ‏                     | 94                                |
| 203                               | Gergely Szarka ‏                   | 101                               |
| 204                               | Byron Munton ‏                     | 34                                |
| 205                               | Márk Valent‏                       | 93                                |
| 206                               | Kristóf Árvai‏                     | لم يكمل السباق-3                  |

| فريق المجر لركوب الدراجات للرجال‏ HUN | فريق المجر لركوب الدراجات للرجال‏ HUN | فريق المجر لركوب الدراجات للرجال‏ HUN |
| ------------------------------------ | ------------------------------------ | ------------------------------------ |
| م                                    | عداء                                 | مرتبة                                |
| 211                                  | Zétény Szijártó‏                      | 113                                  |
| 212                                  | Viktor Filutás ‏                      | 114                                  |
| 213                                  | Dániel Sidló‏                         | لم يكمل السباق-3                     |
| 214                                  | Bálint Orosz‏                         | لم يكمل السباق-2                     |
| 215                                  | Ádám Pápai‏                           | 116                                  |
| 216                                  | Norbert Hrenkó‏                       | لم يكمل السباق-4                     |

## التصنيف العام النهائي
| التصنيف العام         | التصنيف العام     | التصنيف العام       | التصنيف العام  | التصنيف العام |
| العداء                | العداء            | الفريق              | الوقت          |               |
| --------------------- | ----------------- | ------------------- | -------------- | ------------- |
| 1                     | مارك هيرشي        | فريق الإمارات       | 17 س 19 د 28 ث |               |
| 2                     | Ben Tulett ‏       | Ineos Grenadiers    | + 10 ث         |               |
| 3                     | Yannis Voisard ‏   | سويس ريسينغ أكادمي ‏ | + 13 ث         |               |
| 4                     | Max Poole ‏        | Team DSM            | + 16 ث         |               |
| 5                     | Sylvain Moniquet ‏ | Lotto Dstny         | + 18 ث         |               |
| 6                     | Oscar Onley ‏      | Team DSM            | + 22 ث         |               |
| 7                     | Matteo Fabbro ‏    | بورا هانسغروه       | + 22 ث         |               |
| 8                     | إيغان بيرنال      | Ineos Grenadiers    | + 22 ث         |               |
| 9                     | Davide Piganzoli ‏ | إيولو كوميت ‏        | + 45 ث         |               |
| 10                    | Abel Balderstone ‏ | كاجا رورال-سيغوروس ‏ | + 45 ث         |               |
|                       |                   |                     |                |               |
| مصدر: ProCyclingStats |                   |                     |                |               |

### تصنيف النقاط
| تصنيف النقاط          | تصنيف النقاط      | تصنيف النقاط        | تصنيف النقاط | تصنيف النقاط |
| العداء                | العداء            | الفريق              | النقاط       |              |
| --------------------- | ----------------- | ------------------- | ------------ | ------------ |
| 1                     | Matúš Štoček ‏     | توبفوركس لابيير ‏    | 28 نقطة      |              |
| 2                     | مارك هيرشي        | فريق الإمارات       | 23 نقطة      |              |
| 3                     | يجف دي بوندت      | Alpecin-Deceuninck  | 22 نقطة      |              |
| 4                     | Ben Tulett ‏       | Ineos Grenadiers    | 21 نقطة      |              |
| 5                     | فل بوهوس          | Bahrain Victorious  | 20 نقطة      |              |
| 6                     | فابيو جاكوبسن     | Soudal Quick-Step   | 19 نقطة      |              |
| 7                     | Yannis Voisard ‏   | سويس ريسينغ أكادمي ‏ | 18 نقطة      |              |
| 8                     | Sylvain Moniquet ‏ | Lotto Dstny         | 18 نقطة      |              |
| 9                     | Thibau Nys ‏       | تريك سيغافريدو      | 17 نقطة      |              |
| 10                    | ديلان جروينويغن   | Jayco AlUla         | 15 نقطة      |              |
|                       |                   |                     |              |              |
| مصدر: ProCyclingStats |                   |                     |              |              |

### تصنيف الجبال
| تصنيف الجبال          | تصنيف الجبال           | تصنيف الجبال         | تصنيف الجبال | تصنيف الجبال |
| العداء                | العداء                 | الفريق               | النقاط       |              |
| --------------------- | ---------------------- | -------------------- | ------------ | ------------ |
| 1                     | Sebastian Schönberger ‏ | Human Powered Health | 38 نقطة      |              |
| 2                     | Filippo Ridolfo ‏       | تيم نوفو نورديسك ‏    | 28 نقطة      |              |
| 3                     | يفيس لامارت            | Soudal Quick-Step    | 22 نقطة      |              |
| 4                     | جاسبر دي بويست         | Lotto Dstny          | 22 نقطة      |              |
| 5                     | يجف دي بوندت           | Alpecin-Deceuninck   | 18 نقطة      |              |
| 6                     | مارك هيرشي             | فريق الإمارات        | 16 نقطة      |              |
| 7                     | Yannis Voisard ‏        | سويس ريسينغ أكادمي ‏  | 15 نقطة      |              |
| 8                     | Jarrad Drizners ‏       | Lotto Dstny          | 15 نقطة      |              |
| 9                     | David Martin ‏          | إيولو كوميت ‏         | 12 نقطة      |              |
| 10                    | Matúš Štoček ‏          | توبفوركس لابيير ‏     | 11 نقطة      |              |
|                       |                        |                      |              |              |
| مصدر: ProCyclingStats |                        |                      |              |              |

## تصنيف الفرق

### الفرق حسب الوقت
| تصنيف الفرق حسب الوقت | تصنيف الفرق حسب الوقت                 | تصنيف الفرق حسب الوقت | تصنيف الفرق حسب الوقت |
| الفريق                | الفريق                                | الوقت                 |                       |
| --------------------- | ------------------------------------- | --------------------- | --------------------- |
| 1                     | Ineos Grenadiers                      | 52 س 00 د 30 ث        |                       |
| 2                     | فريق إيولو كوميت لركوب الدراجات 2023 ‏ | + 1 د 33 ث            |                       |
| 3                     | كاجا رورال-سيغوروس ‏                   | + 3 د 17 ث            |                       |
| 4                     | توبفوركس لابيير 2023 ‏                 | + 4 د 25 ث            |                       |
| 5                     | سويس ريسينغ أكادمي 2023 ‏              | + 4 د 25 ث            |                       |
| 6                     | Team Jayco AlUla                      | + 4 د 34 ث            |                       |
| 7                     | Lotto Dstny                           | + 5 د 07 ث            |                       |
| 8                     | Soudal Quick-Step                     | + 5 د 27 ث            |                       |
| 9                     | Israel-Premier Tech                   | + 6 د 19 ث            |                       |
| 10                    | Trek-Segafredo                        | + 7 د 38 ث            |                       |
|                       |                                       |                       |                       |
| مصدر: ProCyclingStats |                                       |                       |                       |

## وصلات خارجية
- الموقع الرسمي
- لمحة عن سباق طواف المجر 2023 على موقع  ProCyclingStats   (برو  سايكلنج  ستاتس) - إحصاءات  محترفي  الدراجات.
- طواف المجر 2023 على موقع إحصائيات الدراجات الإحترافية (الإنجليزية)